# Komenda Rejonu Uzupełnień Płock

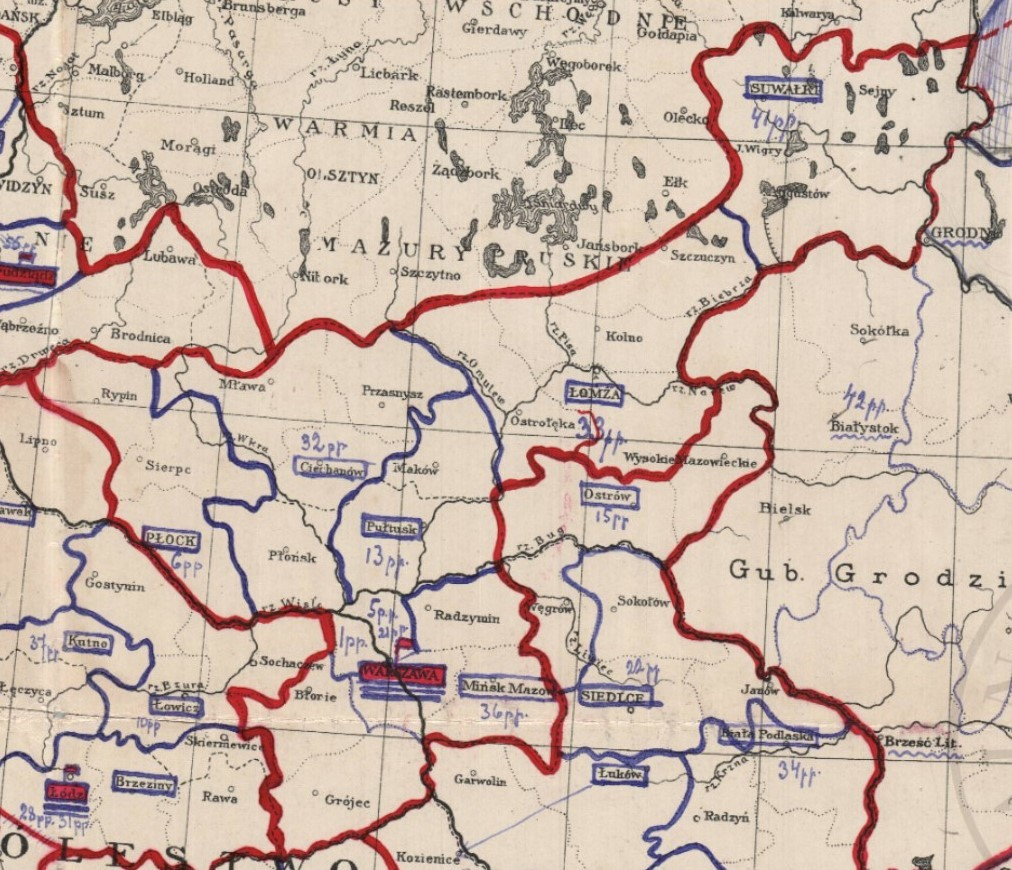
Granice PKU w ramach Okręgu Generalnego Warszawa

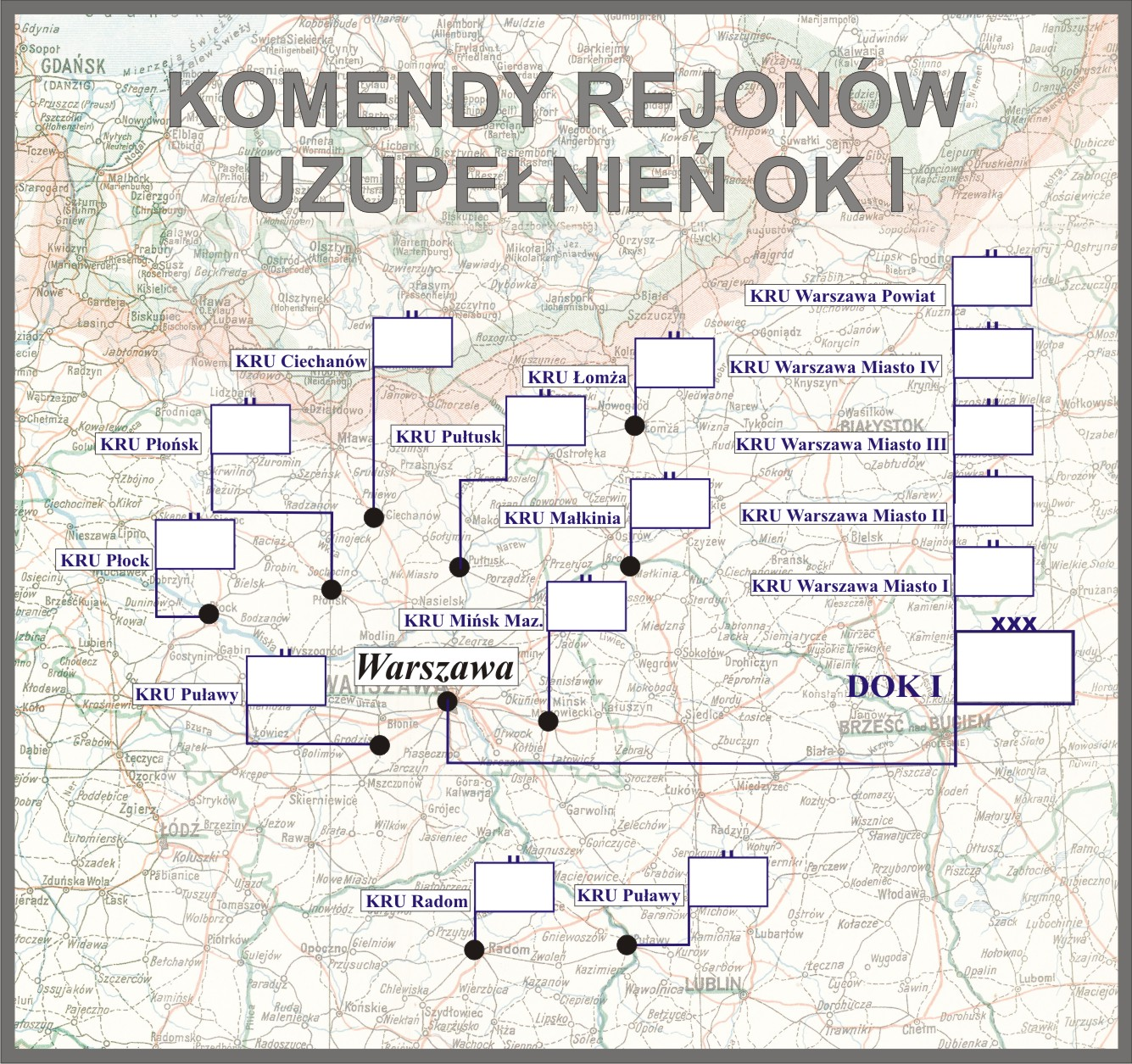
Komendy rejonów uzupełnień OK I

Komenda Rejonu Uzupełnień Płock (KRU Płock) – organ wojskowy właściwy w sprawach uzupełnień Sił Zbrojnych II Rzeczypospolitej i administracji rezerw w powierzonym mu rejonie.

## Historia komendy
W 1917 na terenie Płocka funkcjonował Główny Urząd Zaciągu. Z chwilą wejścia w życie rozkazu i sformowania nowego PKU, Główny Urząd Zaciągu do Wojska Polskiego zobowiązany był przekazać całość dokumentacji tej PKU na obszarze której znajdował się. Dodatkowo GUZ w Płocku i w Mławie przekazał dokumentację do PKU Ciechanów XII.
12 lutego 1919 roku „z powodu zbyt wielkiej ilości powiatów wchodzących w skład PKU Ciechanów XII oraz trudności komuniacyjnych” minister spraw wojskowych wyłączył z niej powiaty lipnowski, płocki, rypiński i sierpecki. Powiat lipnowski został włączony do PKU Włocławek XI, natomiast dla powiatów płockiego, rypińskiego i sierpeckiego została utworzona XXV Powiatowa Komenda Uzupełnień w Płocku.
W czerwcu 1921 roku PKU 6 pp Leg. była podporządkowana Dowództwu Okręgu Generalnego „Warszawa” i nadal obejmowała swoją właściwością powiaty: płocki, rypiński i sierpecki.
5 listopada 1921 roku dowódca Okręgu Generalnego „Warszawa”, w związku z reorganizacją urzędów poborowych, ogłosił przydziały oficerów i urzędników wojskowych w Komendzie Okręgu Poborowego Płock.
15 listopada 1921 roku, po wprowadzeniu podziału kraju na dziesięć okręgów korpusów oraz wprowadzeniu pokojowej organizacji służby poborowej, dotychczasowa PKU 6 pp Leg. została przemianowana na Powiatową Komendę Uzupełnień Płock i podporządkowana Dowództwu Okręgu Korpusu Nr I w Warszawie. Okręg poborowy PKU Płock obejmował powiaty: gostyniński i płocki. Powiat rypiński został włączony do nowo powstałej PKU Lipno, a powiat sierpecki do nowo utworzonej PKU Modlin, natomiast powiat gostyniński wyłączony został z dotychczasowej PKU 10 pp w Łowiczu.
17 stycznia 1922 roku na zebraniu oficerskim garnizonu Płock ukonstytuowało się miejscowe Koło Towarzystwa Wiedzy Wojskowej. Przewodniczącym wydziału koła wybrany został komendant PKU płk Stanisław Eulagiusz Sobolewski.
18 listopada 1924 roku weszła w życie ustawa z dnia 23 maja 1924 roku o powszechnym obowiązku służby wojskowej, a 15 kwietnia 1925 roku rozporządzenie wykonawcze ministra spraw wojskowych do tejże ustawy, wydane 21 marca tego roku wspólnie z ministrami: spraw wewnętrznych, zagranicznych, sprawiedliwości, skarbu, kolei, wyznań religijnych i oświecenia publicznego, rolnictwa i dóbr państwowych oraz przemysłu i handlu. Wydanie obu aktów prawnych wiązało się z przejęciem przez władze cywilne (administracji I instancji) większości zadań związanych z przygotowaniem i przeprowadzeniem poboru. Przekazanie większości zadań władzom cywilnym umożliwiło organom służby poborowej zajęcie się wyłącznie racjonalnym rozdziałem rekruta oraz ewidencją i administracją rezerw. Do tych zadań dostosowana została organizacja wewnętrzna powiatowych komend uzupełnień i ich składy osobowe. Poszczególne komendy różniły się między sobą składem osobowym w zależności od wielkości administrowanego terenu.
Zadania i nowa organizacja PKU określone zostały w wydanej 27 maja 1925 roku instrukcji organizacyjnej służby poborowej na stopie pokojowej. W skład PKU Płock wchodziły dwa referaty: I) referat administracji rezerw i II) referat poborowy. Nowa organizacja i obsada służby poborowej na stopie pokojowej według stanów osobowych L. O. I. Szt. Gen. 3477/Org. 25 została ogłoszona 4 lutego 1926 roku. Z tą chwilą zniesione zostały stanowiska oficerów ewidencyjnych.
12 marca 1926 roku została ogłoszona obsada personalna Przysposobienia Wojskowego, zatwierdzona rozkazem Dep. I L. 6000/26 przez pełniącego obowiązki szefa Sztabu Generalnego gen. dyw. Edmunda Kesslera, w imieniu ministra spraw wojskowych. Zgodnie z nową organizacją pokojową Przysposobienia Wojskowego zostały zlikwidowane stanowiska oficerów instrukcyjnych przy PKU, a w ich miejsce utworzone rozkazem Oddz. I Szt. Gen. L. 7600/Org. 25 stanowiska oficerów przysposobienia wojskowego w pułkach piechoty.
Od 1926 roku, obok ustawy o powszechnym obowiązku służby wojskowej i rozporządzeń wykonawczych do niej, działalność PKU Płock normowała „Tymczasowa instrukcja służbowa dla PKU”, wprowadzona do użytku rozkazem MSWojsk. Dep. Piech. L. 100/26 Pob.
W marcu 1930 roku PKU Płock była nadal podporządkowana Dowództwu Okręgu Korpusu Nr I w Warszawie i administrowała powiatami: płockim i gostyńskim. W grudniu tego roku komenda posiadała skład osobowy typ III.
31 lipca 1931 roku gen. dyw. Kazimierz Fabrycy, w zastępstwie ministra spraw wojskowych, rozkazem B. Og. Org. 4031 Org. wprowadził zmiany w organizacji służby poborowej na stopie pokojowej. Zmiany te polegały między innymi na zamianie stanowisk oficerów administracji w PKU na stanowiska oficerów broni (piechoty) oraz zmniejszeniu składu osobowego PKU typ I–IV o jednego oficera i zwiększeniu o jednego urzędnika II kategorii. Liczba szeregowych zawodowych i niezawodowych oraz urzędników III kategorii i niższych funkcjonariuszy pozostała bez zmian.
1 lipca 1938 roku weszła w życie nowa organizacja służby uzupełnień, zgodnie z którą dotychczasowa Powiatowa Komenda Uzupełnień Płock została przemianowana na Komendę Rejonu Uzupełnień Płock przy czym nazwa ta zaczęła obowiązywać 1 września 1938 roku, z chwilą wejścia w życie ustawy z dnia 9 kwietnia 1938 roku o powszechnym obowiązku wojskowym. Obok wspomnianej ustawy i rozporządzeń wykonawczych do niej, działalność KRU Płock normowały przepisy służbowe MSWojsk. D.D.O. L. 500/Org. Tjn. Organizacja służby uzupełnień na stopie pokojowej z 13 czerwca 1938 roku. Zgodnie z tymi przepisami komenda rejonu uzupełnień była organem wykonawczym służby uzupełnień .
Komendant rejonu uzupełnień w sprawach dotyczących uzupełnień Sił Zbrojnych i administracji rezerw podlegał bezpośrednio dowódcy Okręgu Korpusu Nr I, który był okręgowym organem kierowniczym służby uzupełnień. Rejon uzupełnień obejmował powiaty: płocki i gostyniński.
2 września 1939 mjr piech. Stanisław II Stankiewicz objął funkcję dowódcy garnizonu i kierował wojskowymi przygotowaniami miasta do obrony.

## Obsada personalna
Poniżej przedstawiono wykaz oficerów zajmujących stanowisko komendanta Powiatowej Komendy Uzupełnień i komendanta rejonu uzupełnień oraz wykaz osób funkcyjnych (oficerów i urzędników wojskowych) pełniących służbę w PKU i KRU Płock, z uwzględnieniem najważniejszych zmian organizacyjnych przeprowadzonych w 1926 i 1938 roku.
| Komendanci                                 | Komendanci              | Komendanci                       |
| ------------------------------------------ | ----------------------- | -------------------------------- |
| Stopień, imię i nazwisko                   | Okres pełnienia funkcji | Kolejne stanowisko (dalsze losy) |
| płk piech. Florentyn Zapaśnik              | od IX 1921              |                                  |
| płk piech. Stanisław Eulagiusz Sobolewski  | 1922                    |                                  |
| mjr piech. Józef Włodek                    | 1923 – VIII 1924        | komendant PKU Pułtusk            |
| ppłk piech. Eugeniusz Grzegorz Pieczkowski | VIII 1924 – 30 IX 1927  | stan spoczynku                   |
| płk piech. Alojzy Łukawski                 | IX 1927 – 30 XI 1928    | stan spoczynku                   |
| ppłk dypl. art. Artur Pepłowski            | XI 1928 – III 1929      |                                  |
| mjr piech. Czesław Bereza                  | III 1929 – IX 1930      | dyspozycja dowódcy OK I          |
| mjr piech. Aleksander Sabliński            | IX 1930 – III 1934      | dyspozycja dowódcy OK I          |
| mjr piech. Stanisław II Stankiewicz        | VI 1934 – 1939          |                                  |

| Obsada pozostałych stanowisk funkcyjnych PKU w latach 1921–1925 | Obsada pozostałych stanowisk funkcyjnych PKU w latach 1921–1925 | Obsada pozostałych stanowisk funkcyjnych PKU w latach 1921–1925 | Obsada pozostałych stanowisk funkcyjnych PKU w latach 1921–1925 |
| --------------------------------------------------------------- | --------------------------------------------------------------- | --------------------------------------------------------------- | --------------------------------------------------------------- |
| I referent                                                      | kpt. piech. Mieczysław Truszkowski                              | był w 1921 – II 1926                                            | kierownik I referatu                                            |
| II referent                                                     | urzędnik wojsk. XI rangi Antoni Czechowski                      | był w 1921                                                      |                                                                 |
| II referent                                                     | urzędnik wojsk. XI rangi Włodzimierz Janczyszyn                 | 1923                                                            |                                                                 |
| II referent                                                     | por. kanc. Bolesław Stypułkowski                                | 1924 – II 1926                                                  | kierownik II referatu                                           |
| oficer instrukcyjny                                             | urzędnik wojsk. XI rangi Włodzimierz Janczyszyn                 | był w 1921                                                      |                                                                 |
| oficer instrukcyjny                                             | por. / kpt. piech. Edward Ostrowski                             | 1923 – III 1926                                                 | 32 pp                                                           |
| oficer ewidencyjny na powiat gostyniński                        | por. kanc. Włodzimierz Janczyszyn                               | do IX 1924                                                      | OE Płock                                                        |
| oficer ewidencyjny na powiat płocki                             | por. piech. Bolesław Stypułkowski                               | XII 1923 – IX 1924                                              | II referent                                                     |
| oficer ewidencyjny na powiat płocki                             | por. kanc. Włodzimierz Janczyszyn                               | IX – 1 XII 1924                                                 | PKU Kołomyja                                                    |
| oficer ewidencyjny na powiat płocki                             | por. rez. piech. zatrz. w sł. czyn. Antoni Kozłowicz            | od III 1925                                                     |                                                                 |
| Obsada pozostałych stanowisk funkcyjnych PKU w latach 1926–1938 |                                                                 |                                                                 |                                                                 |
| kierownik I referatu administracji rezerw i zastępca komendanta | kpt. piech. Mieczysław Truszkowski                              | II 1926 – IX 1930                                               | kierownik I referatu PKU Miechów                                |
| kierownik I referatu administracji rezerw i zastępca komendanta | kpt. piech. Edward Marian Magda                                 | IX 1930 – był w VI 1935                                         |                                                                 |
| kierownik II referatu poborowego                                | por. / kpt. kanc. Bolesław Teodor Stypułkowski                  | II 1926 – IX 1930                                               | Gabinet Ministra Spraw Wojskowych                               |
| kierownik II referatu poborowego                                | por. kanc. Stefan I Markiewicz                                  | IX 1930 – 1 VIII 1932                                           | praktyka u płatnika 8 pal                                       |
| kierownik II referatu poborowego                                | kpt. piech. Paweł Rosa                                          | 15 VII 1932, był w VI 1935                                      |                                                                 |
| referent                                                        | por. kanc. Edward Kamiński                                      | od II 1926                                                      |                                                                 |
| referent                                                        | por. kanc. Stefan I Markiewicz                                  | IX 1930                                                         | kierownik II referatu                                           |
| Obsada pozostałych stanowisk funkcyjnych KRU w latach 1938–1939 |                                                                 |                                                                 |                                                                 |
| kierownik I referatu ewidencji                                  | kpt. adm. (piech.) Paweł Rosa                                   | był w III 1939                                                  | †1940 Charków                                                   |
| kierownik II referatu uzupełnień                                | kpt. adm. (piech.) Zygmunt Stanisław Tymański                   | był w III 1939                                                  | †1940 Charków                                                   |